# Roos van Nijmegen
De Roos van Nijmegen is een talentenjacht voor amateurbands en artiesten uit de regio Nijmegen die beschikken over een eigen repertoire. Deze talentenjacht bestaat sinds 1986. 
Alleen deelnemers uit het postcodegebied 6500 t/m 6699 mogen een demo insturen. Na een voorselectie door de jury vinden er voorrondes plaats in Muziek en Danscafé Merleyn. De finale vindt jaarlijks plaats in het poppodium Doornroosje. Jury en publiek beslissen wie op Hemelvaartsdag in de finale zullen staan. De winnaar van de Roos van Nijmegen stroomt automatisch door naar de Gesel van Gelderland.
In 2008 werd de finale op vrijdag 16 mei gehouden.

## Winnaars
- 1987 - De Stogies
- 1988 - Roots
- 1989 - Way Out
- 1990 - Maximum Bob
- 1991 - Frugifer
- 1992 - Arnold en Franka
- 1993 - Leper Community
- 1994 - Bellybutton Starfish
- 1995 - Groove Syndicate
- 1996 - King Taky & Afro Roots
- 1997 - Pie in The Sky
- 1998 - Forced to Adapt
- 1999 - Revolution 9
- 2000 - Victimizer
- 2001 - DIX
- 2002 - Piepschuim
- 2003 - Nirika
- 2004 - The Kevin Costners
- 2005 - kompaktrekorder
- 2006 - Het Oostfront
- 2007 - Mister Blue Sky
- 2008 - The Cohens
- 2009 - Bandito
- 2010 - Easy Trigger[1]
- 2011 - Kayser Karel[2]
- 2012 - The Liquid Machine[3]
- 2013 - The Naked Sweat Drips[4]
- 2014 - Through The Struggle[5][6]
- 2015 - Shaemless
- 2016 - February Moon
- 2017 - Louwie
- 2018 - We Are Hunters
- 2019 - Dunter Flinn
- 2020 - Misprint
- 2021 - IOK
- 2022 - Bumble B. Boy[7]
- 2023 - FEMME FUGAZI[8]
- 2024 - Politie Warnsveld[9]
- 2025 - Grandad[10]